# Стапарска бања
Стапарска бања са неколико термалних извора се налази у стапарској клисури реке Ђетиње, у атару села Стапари.
Стапарска бања је стари термални локалитет западне Србије, на њему су пронађени купалишни остаци који имају праисторијско порекло. Ови извори су коришћени у античком периоду и у доба Римљана који су имали мања насеља у близини. Лековите изворе Стапарске бање користили су и становници ових крајева у средњем веку, о чему сведоче и неки оближњи топоними, као и у периоду између два рата. Њена лековитост огледа се у лечењу кожних болести и реуматских обољења.
Последњих година самоиницијативно волонтери уређују купалиште.